# Jules Spincemaille
Jules Spincemaille (Deerlijk, 14 december 1882 - Berchem, 7 december 1954) was een Belgisch jurist, Vlaams-nationalist en activist tijdens de Eerste Wereldoorlog.

## Levensloop
Tijdens zijn studies aan de Katholieke Universiteit Leuven ontpopte Spincemaille zich als een radicale Vlaamsgezinde. Hij werd lid van de redactie van Ons Leven en stichtte een eigen blaadje onder de naam Als 't Past'.
Hij promoveerde tot doctor in de rechten en werd ambtenaar bij de gemeente Etterbeek. In 1912 trouwde hij met Elise Devos (°1887), die in 1914 overleed aan tuberculose. Tijdens de Eerste Wereldoorlog sloot hij aan bij de activisten en evolueerde tot een aanhanger van het unionisme, vooral als reactie op de overdreven inmenging van de bezetter in Vlaamse zaken.
Bij de splitsing van de Belgische administraties, werd hij algemeen bestuurder van het Vlaams ministerie van Binnenlandse Zaken. Hij behoorde tot de oprichters in 1917 van de activistische Raad van Vlaanderen. Ook in deze functies pleitte hij voor het maximaal afstand houden met de bezetter.
Na de Wapenstilstand bleef hij nog enkele maanden ondergedoken in Brussel en werkte hij mee aan de activistische sluikpers. Toen hij gezocht werd, week hij uit naar Den Haag en werkte er als jurist bij de Koninklijke Nederlandsche Eedelmetaal Bedrijven (1920-1921), de Nederlandsche Spera Filmmaatschappij (1921-1924) en bij de Vlaandersche Manufacturenhandel (1924-1929). Hij hertrouwde in 1927 met Hedwig Berger.
Hij bleef actief in Vlaamse aangelegenheden. In 1927 zette hij zich in voor steun aan de amnestiewet. In 1929 kon hij, als gevolg van de uitdovingswet, naar Antwerpen terugkeren. Hij bleef er actief in Vlaams-nationalistische kringen. Het nationalistische blad De Schelde was tot 1936 eigendom van Nederlandse geldschieters en Spincemaille was hun stroman. Toen de nazisympathisant Herman Van Puymbrouck de leiding nam, gaf hij ontslag.
Hij hield zich relatief gedeisd tijdens de Tweede Wereldoorlog. Zijn voornaamste activiteiten hadden betrekking op de maatschappijen van auteursrechten. Wel kreeg hij een vergoeding van 500.000 frank vanwege de Bormscommissie en dit bracht mee dat hij na de Bevrijding werd gearresteerd. Zijn slechte gezondheidstoestand maakte dat hij na enkele maanden in vrijheid werd gesteld en zijn dossier werd geklasseerd.  
Rond 1949 was hij een van de initiatiefnemers voor de oprichting van het Algemeen Vlaams Oud-Hoogstudentenverbond. Hij was ook betrokken bij de oprichting van de Vlaamse Concentratie en bij de besprekingen die plaats vonden met vooraanstaande personen uit de CVP. Hij was aanwezig op IJzerbedevaarten of bij uitvaarten van oud-activisten.

## Overlijden
Jules Spincemaille stierf op 7 december 1954 in de Joostenskliniek te Berchem. Hij werd bijgezet in de familiegrafkelder op het kerkhof van Edegem.

## Publicatie
Onder het pseudoniem Verax:
- Dienen de bakens verzet? Een ernstig woord tot ernstige Vlamingen, 1935.